# Horvegölen
Horvegölen är en sjö i Mönsterås kommun i Småland och ingår i Emåns huvudavrinningsområde. Sjön är 3,1 meter djup, har en yta på 0,0511 kvadratkilometer och är belägen 38 meter över havet. Vid provfiske har abborre, gädda, mört och sutare fångats i sjön.

## Delavrinningsområde
Horvegölen ingår i det delavrinningsområde (633962-153178) som SMHI kallar för Inloppet i Grönskogssjön. Medelhöjden är 49 meter över havet och ytan är 35,71 kvadratkilometer. Räknas de 2 avrinningsområdena uppströms in blir den ackumulerade arean 81,13 kvadratkilometer. Videbäck som avvattnar avrinningsområdet har biflödesordning 2, vilket innebär att vattnet flödar genom totalt 2 vattendrag innan det når havet efter 15 kilometer. Avrinningsområdet består mestadels av skog (87 procent). Avrinningsområdet har 1,48 kvadratkilometer vattenytor vilket ger det en sjöprocent på 4,1 procent.